# Hexoplon scutellare
Hexoplon scutellare là một loài bọ cánh cứng trong họ Cerambycidae.